# Collegium

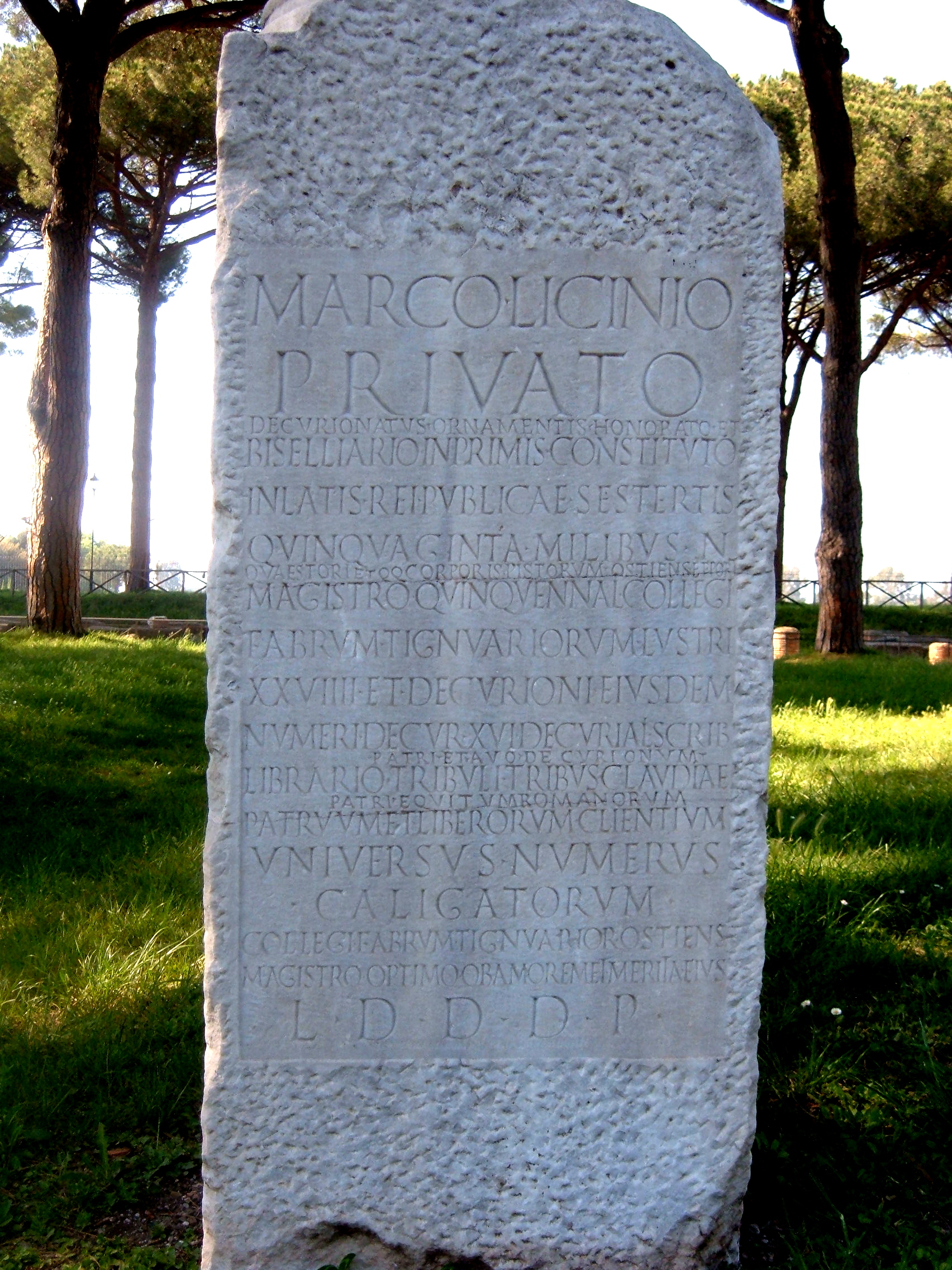
Inscrizione da Ostia a commemorazione di Marco Licinio Privato, magister di una corporazione di carpentieri.

Nel diritto romano il collegium era un'associazione retta da un proprio statuto (la lex collegii) che ne stabiliva finalità e organi, oltre ai criteri di ammissione degli associati. Lo statuto del collegium poteva riguardare gilde e corporazioni di mestiere, nelle loro funzioni simili ai moderni sindacati. 

## Storia
Dapprima istituiti per scopi di culto (sembra che in questo caso si parlasse più specificamente di sodalitas) furono poi istituiti anche per scopi sociali, culturali o professionali. Tra gli altri, si ricordano quelli con scopi funerari (collegia funeraticia), connessi all'importanza attribuita dalla cultura romana alla celebrazione dei riti funebri e all'elevato costo degli stessi, che spingeva le persone ad associarsi per condividerne le spese. Importanti erano anche i collegi di artigiani, medici, insegnanti, ecc. (collegia opificum) volti a tutelare gli interessi della categoria; in seguito assunsero anche un rilevante peso politico, appoggiando l'elezione di candidati (collegia sodalicia o compitalicia).
Mentre la Legge delle XII tavole sanciva l'assoluta libertà di associazione, a partire dall'ultima età repubblicana cominciarono ad essere poste delle restrizioni, conseguenti al diffondersi, nel turbolento clima politico dell'epoca, di associazioni che, dietro il paravento delle suddette finalità, perseguivano scopi politici in modo non sempre lecito (arrivando a vendere i voti degli associati). Nel 7 d.C. Augusto fece votare la lex Iulia de collegiis che, sciolti tutti i collegia esistenti, eccettuati quelli di più antica tradizione, subordinava la creazione di nuovi collegia al riconoscimento del Senato, dato con senatoconsulto subordinatamente ad una iusta causa: in pratica, il perseguimento di una pubblica utilità. Più tardi al riconoscimento con senatoconsulto fu equiparato quello con atto dell'Imperatore. A partire da Costantino venne reintrodotto il riconoscimento in via generale, senza necessità di uno specifico atto, per i collegia funeraticia e per gli enti ecclesiastici.
Da quanto afferma Gaio sembra che per la costituzione di un collegium occorressero, oltre al riconoscimento di cui si è detto, la volontà di almeno tre persone ("tres faciunt collegium") e un patrimonio comune distinto da quello degli associati (arca communis). Peraltro, il successivo venire meno della pluralità degli associati non causava l'estinzione del collegium, che conseguiva, invece, al venir meno di tutti i membri o al raggiungimento dello scopo.
Gli organi del collegium erano stabiliti dalla lex collegii, di solito sul modello delle corporazioni pubbliche (come i municipia) con un'assemblea degli associati (populus collegii), un organo collegiale più ristretto (ordo decurionum) e organi monocratici variamente denominati (magistri, curatores, quinquennali, ecc.).
I collegia, per effetto della lex Iulia de collegiis, possedevano una certa capacità giuridica, potendo essere titolari del diritto di proprietà e di altri diritti ed obblighi di natura patrimoniale, oltre che stare in giudizio; in età imperiale acquisirono anche la capacità di essere istituiti eredi. Questo ne faceva delle persone giuridiche secondo la terminologia odierna e, in particolare, delle corporazioni.